# Ferrocarril Eléctrico Santiago Oeste
El Ferrocarril Eléctrico Santiago Oeste (FESO) fue una línea de tranvías existente en el sector poniente de Santiago de Chile hasta 1964, convirtiéndose en el último servicio de este medio de transporte que circuló en el país.

## Historia

### Antecedentes
En 1903 la Municipalidad de Barrancas autorizó por 20 años a Manuel Castro Valenzuela para construir una línea de tranvías a tracción animal —también denominados «carros de sangre»— en la entonces Calle de Valparaíso —actualmente denominada Avenida San Pablo— desde Matucana hasta Blanqueado —actualmente denominada Las Rejas—, para lo cual se formó la «Sociedad de Tranvías San Pablo-Barrancas» con un capital de 26 000 pesos de la época. Contaba con un ancho de vía de 1435 mm y fue inaugurada oficialmente en 1905.
El 11 de junio de 1915 Carlo Magno Coggiola solicitó autorización para construir un ferrocarril eléctrico entre Santiago y el sector denominado Blanqueado, circulando por la calle San Pablo desde Matucana, y con un ramal partiendo desde San Pablo y la calle Aromos (actualmente Gaspar de Orense) hasta la avenida Ecuador, corriendo por esta última hasta alcanzar la Plaza Argentina, en las afueras de la Estación Central de ferrocarriles; la concesión fue otorgada el 10 de diciembre del mismo año. Luego de no haber construido el ramal a Plaza Argentina, dicha concesión le fue caducada en mayo de 1920.
En junio de 1918 se solicitó extender el trazado desde el Blanqueado hasta Barrancas, en una extensión aproximada de 3 km. En diciembre de 1919 Carlo Magno Coggiola solicitó autorización para prolongar la línea hasta el sector de la mina La Africana (actualmente Lomas de Lo Aguirre) y construir un ramal por la calle Villasana hasta el sector de la estación Yungay; dicha concesión fue otorgada en enero de 1920.
El decreto 2646 del 17 de noviembre de 1926 otorgó autorización para la concesión del «Ferrocarril Santiago-Oeste» a Carlo Magno Coggiola —quien había adquirido la línea de carros de sangre para posteriormente convertirla en una línea de tranvías manteniendo el ancho de vía de su predecesora—, sometido a las disposiciones de la Ley General de Ferrocarriles y autorizándolo para extender la línea hasta la estación Barrancas, reemplazando la antigua concesión para construir el ferrocarril de Santiago a La Africana por esta nueva que consideraba un recorrido más acotado. El decreto 197 del 31 de enero de 1928 autorizó el cambio de tracción mecánica a tracción eléctrica para el ferrocarril —desde noviembre de 1927 se venía informando de dicho cambio y en diciembre se iniciaron las obras—, mientras que el decreto 2475 del 29 de octubre de 1930 caducó la concesión para la extensión de la línea hasta Barrancas.

### Operación y proyectos no construidos
| Trazado construido Extensión a Barrancas (1926) Ramal a Plaza Argentina (1915) Ramal a Carrascal (1928) | Subramal desde el Tropezón (1928) Ramal a estación Yungay por calle Villasana (1920) Extensión hasta el Mercado Central (1960) |

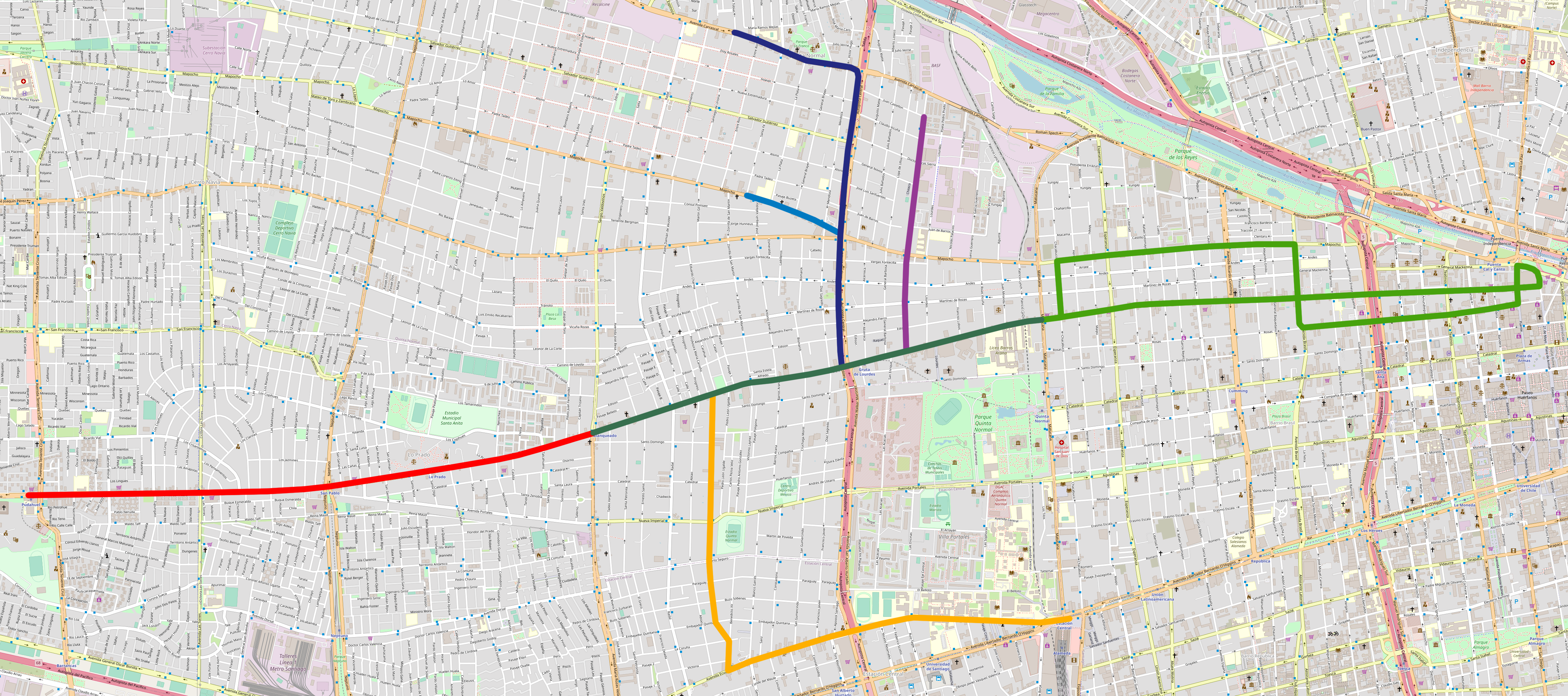
Extensiones proyectadas para el Ferrocarril Eléctrico Santiago Oeste:
Trazado construido
Extensión a Barrancas (1926)
Ramal a Plaza Argentina (1915)
Ramal a Carrascal (1928)
Subramal desde el Tropezón (1928)
Ramal a estación Yungay por calle Villasana (1920)
Extensión hasta el Mercado Central (1960)

En julio de 1927 Carlo Magno Coggiola solicitaba autorización para construir un ramal del tranvía eléctrico desde San Pablo, siguiendo al norte por la calle General Robles y Walker Martínez (pasando por el sector denominado Tropezón) hasta Carrascal, en donde continuaría al oeste hasta la calle Córdova (actualmente Santiago de Uriona); también se contemplaba un subramal que partiría desde el punto denominado Tropezón (Walker Martínez con Mapocho y José Joaquín Pérez) hasta la esquina con Santa Fe. En febrero de 1928 se otorgó dicha autorización para el ramal a Carrascal, sin embargo no fue construido y la concesión fue caducada en diciembre de 1929.
La administración del ferrocarril pasó por diversas sociedades, todas asociadas a Coggiola: el 22 de febrero de 1929 la concesión fue transferida a la sociedad colectiva «Ferrocarril Eléctrico Santiago-Oeste, Coggiola y Cía. Ltda.» mientras que el 9 de diciembre de 1930 fue constituida la sociedad anónima denominada «Ferrocarril Eléctrico Santiago Oeste», la cual fue instalada oficialmente mediante el decreto 3087 del 24 de septiembre de 1932. Hacia 1937 se reportaba que el FESO poseía una extensión total de 3 km y una flota de 3 carros, mientras que en septiembre de 1939 Carlo Magno Coggiola trasladó su residencia a Viña del Mar, quedando el tranvía en manos de su hijo, Selvino Coggiola Caligaris, a quien fue traspasada la concesión el 19 de julio de 1940. En 1939 la flota del tranvía estaba compuesta por tres carros Bowers tipo tracción y cinco carros Bowers tipo Viña.
En 1952, luego del cierre del sistema de tranvías de Valparaíso, dos carros Falkenried (numerados 152 y 153) que operaban en dicha ciudad fueron vendidos al FESO e incorporados a su flota. El 7 de agosto de 1958 el decreto 327 de la Subsecretaría de Transportes autorizó transferir la concesión del FESO que estaba en manos de Selvino Coggiola a William Gerhart Francisco Friedmann Seckel, y se adquirieron vehículos dados de baja de la Empresa de Transportes Colectivos del Estado así como Friedmann había adquirido con anterioridad los rieles e infraestructura del antiguo recorrido 5 de los tranvías para extender el trazado hasta la Estación Mapocho de acuerdo a la autorización entregada por el decreto 6 del 7 de enero de 1960; dicho proyecto finalmente no se logró implementar y la concesión para extender la línea fue caducada mediante decreto del 18 de agosto de 1964. Friedmann tomó control de la empresa de tranvías el 30 de septiembre de 1958, y para aquel entonces circulaban 5 carros durante el día y 2 durante la noche —hasta la 1:00— además de contar con 12 maquinistas y 12 cobradores.

### Clausura
Luego de un accidente ocurrido el 6 de noviembre de 1964 —en el cual un tranvía circuló alrededor de 8 cuadras sin frenos al desengancharse la toma de corriente—, el servicio fue suspendido a partir del 13 del mismo mes mediante una resolución de la Subsecretaría de Transportes que anuló del servicio todos los tranvías del sistema; junto con ello, se había ordenado el levante de las vías antes del 6 de febrero de 1965. Ya en años anteriores, especialmente entre 1962 y 1964, habían existido discrepancias entre la Municipalidad de Quinta Normal y el concesionario del tranvía respecto de quién debía asumir el costo económico de pavimentar la calle San Pablo, dado el trazado de la vía férrea que pasaba por dicha avenida, además de existir diferentes reclamos por la deficiente seguridad del servicio, que hacia julio de 1964 poseía solamente en circulación el tranvía número 2.
Después del cierre del servicio del Ferrocarril Eléctrico Santiago Oeste en noviembre de 1964, el 17 de febrero de 1966 la empresa fue intervenida para intentar establecer un servicio provisorio, cosa que finalmente no se cumplió debido a que no se realizaron los arreglos correspondientes y se encontró con la oposición de los vecinos de Quinta Normal, por lo que la concesión fue caducada mediante decreto del 11 de julio de 1968; luego de aquella situación la empresa se declaró en quiebra en los años siguientes. Posterior a ello los tranvías del FESO fueron abandonados en la avenida San Pablo, siendo vandalizados y saqueados, mientras que en junio de 1970 parte de los rieles fueron retirados por orden de la Municipalidad; hacia 1978 los carros sobrevivientes estaban almacenados en abandono en un patio cerca de la estación Yungay.